# Macha Limonchik
Macha Limonchik est une actrice canadienne, québécoise, née à Montréal le 17 décembre 1970.

## Biographie
Macha Limonchik, de son vrai nom Machenka Limnchik, est née à Montréal d’un père juif d’origine ukrainienne et d’une mère québécoise originaire de Trois-Rivières. Elle a grandi dans le quartier Côte-des-Neiges (maintenant l'arrondissement Côte-des-Neiges–Notre-Dame-de-Grâce) à Montréal. Sa carrière professionnelle s’amorce dès la fin de ses études à l’École nationale de théâtre du Canada.
Elle a pu être vue sur les scènes montréalaises depuis 1992, notamment dans Du vent entre les dents et Mademoiselle Eileen Fontenot... (Théâtre d'Aujourd'hui), L'échange (TNM), L'Affaire Dumouchon (Théâtre La Licorne) et Une adoration (TNM). Au cinéma, mentionnons ses interprétations dans Karmina II (G. Pelletier) et Eldorado (Charles Binamé). À la télévision, elle a incarné le rôle de Claire de la série La Vie, la vie et elle a contribué au succès de Samuel et la Mer, Deux frères, L'Ombre de l'épervier, Ces enfants d'ailleurs et L'Amour avec un grand A, qui lui a valu une nomination aux prix Gémeaux. Plus récemment, elle a commencé à camper les rôles principaux dans Pure laine et Tout sur moi, série inspirée par sa vie.

## Filmographie

### Cinéma
- 1993 : Cap Tourmente : Barbara Kruger
- 1993 : Les Amoureuses : Roselyne
- 1995 : Eldorado : Loulou
- 1996 : Angélo, Frédo et Roméo : Isabelle
- 2001 : Sunk
- 2001 : Karmina 2 : Petronia
- 2002 : Encore dimanche : Sophie Turcato
- 2017 : Crème de menthe : la mère de Renée

### Télévision
- 1993 : Avec un grand A (série télévisée) : « Bye mon grand » : Micheline
- 1994 : Jalna (feuilleton TV)
- 1995 : Avec un grand A (série télévisée) : « L’étrangleuse » : Marie
- 1996 : Urgence (Urgence) (série télévisée) : (1996)
- 1997 : Le Volcan tranquille (série télévisée)
- 1997 : Ces enfants d'ailleurs (feuilleton TV) : Anna Jaworski
- 1998 : L'Ombre de l'épervier (série télévisée)
- 1999 : Deux frères (série télévisée) : Esther Fennec
- 2000 : Albertine, en cinq temps (TV) : Albertine (30 ans)
- 2001 : La Vie, la vie (série télévisée) : Claire
- 2005 : Pure laine : Chantal
- 2006 - 2011 : Tout sur moi : Macha Limonchik
- 2007 : Match des étoiles : Macha Limonchik
- 2012 : En thérapie : Florence
- 2014 : Nouvelle Adresse : Danielle
- 2016 : Fatale-Station (série télé) : Sarah
- 2019 : Le Monstre (série télévisée de six épisodes) : Anna
- 2023: Larry (Série): Lisa Jackowska

### Web-série
- 2014-2018 : Féminin/Féminin : Céline[2],[3]
- 2020 : Les Fleuristes

## Distinctions

### Nominations
- 2004 : Nomination pour les prix Gémeaux, catégorie meilleure interprétation, premier rôle féminin : dramatique : pour Samuel et la Mer.
- 1993 : Nomination pour les prix Gémeaux, catégorie meilleur rôle de soutien : pour le rôle de Micheline dans L'Amour avec un grand A.
- 2015 : Lauréate des prix Gémeaux, catégorie meilleure interprétation féminine pour une émission ou une série originale (Féminin/Féminin) produite pour les médias numériques[4].